# Chrismamis

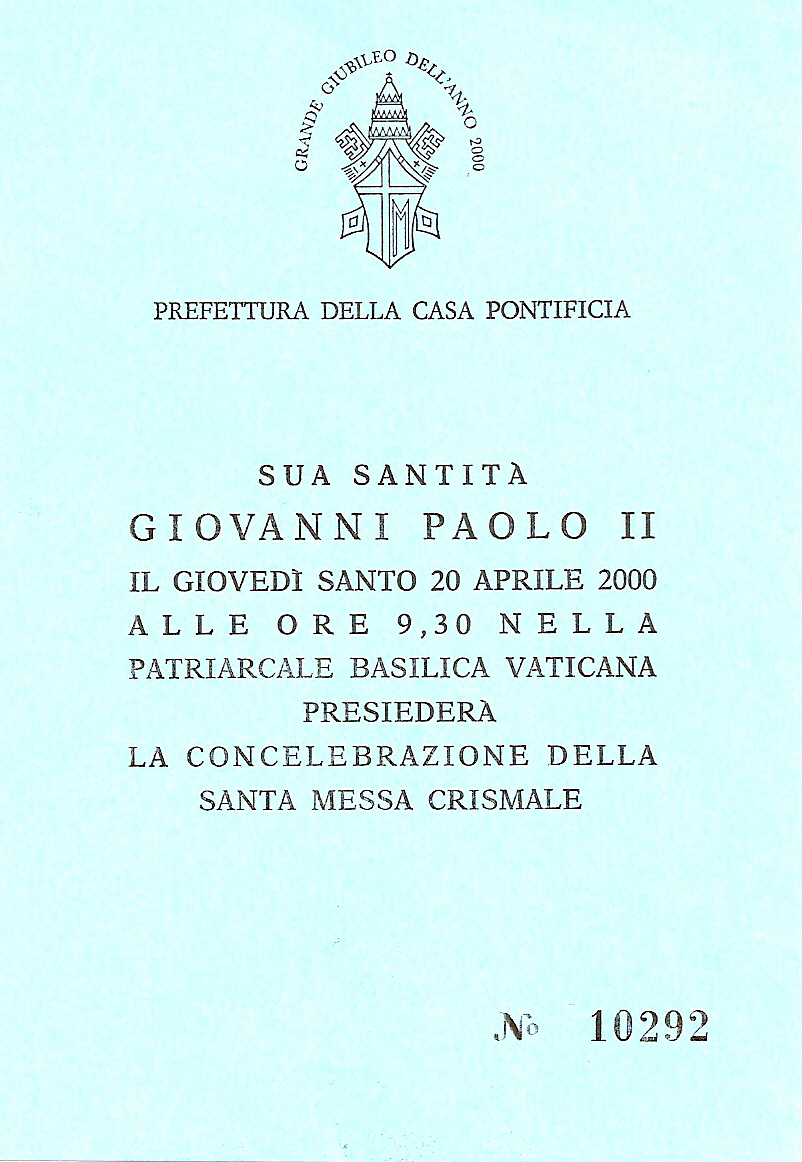
Uitnodiging voor de Chrismamis in het Vaticaan

De chrismamis is de jaarlijkse Mis die in de ochtend of de vooravond van Witte Donderdag gevierd wordt en waarin het chrisma door de bisschop wordt gewijd.  In dezelfde viering worden ook de catechumenenolie en de ziekenolie gezegend.
Soms vindt de chrismamis niet in de ochtend, maar in de middag plaats en soms wordt de chrismamis niet op Witte Donderdag, maar op een eerdere dag in de Goede Week gevierd.  In de Nederlandse kerkprovincie gebeurt het meestal op de woensdag in de Goede Week in de kathedralen van de bisdommen, In Vlaanderen soms op de maandag van de Goede Week.

## Hernieuwing van de wijdingsbeloften door priesters
Bij een chrismamis zijn gewoonlijk de priesters uit het betreffende bisdom aanwezig. Voorafgaand aan de oliënzegening 
en de chrismawijding spreken zij, ten overstaan van de bisschop en de kerkgangers, opnieuw hun wijdingsbeloften uit.